# Pachymenes fragilis
Pachymenes fragilis är en stekelart som först beskrevs av Smith.  Pachymenes fragilis ingår i släktet Pachymenes och familjen Eumenidae. Utöver nominatformen finns också underarten P. f. karimonensis.